# Cali (popolo)
I Cali (in greco Khaloi o Chaloi-Χάλοι) furono una tribù germanica citata da Tolomeo nella sua Geografia. Secondo Tolomeo abitarono in Germania Magna, e per la precisione nello Jutland. Non si sa molto di loro dalle fonti primarie.